# Udalrich I. (Graf)
Udalrich I. (778/817 bezeugt; † vor 824) war fränkischer Graf in Alamannien. Er war Sohn Gerolds des Älteren und Bruder Gerolds des Jüngeren und von Geburt Angehöriger der Familie der Geroldonen; die Königin Hildegard, Ehefrau Karls des Großen war seine Schwester. Er gilt als Stammvater der Udalrichinger und damit der Grafen von Bregenz und konnte seinen Herrschaftsbereich systematisch ausweiten.

## Urkundliche Nachweise
Udalrich I. war ...
- Graf im Alpgau von 780 bis 800,
- im Breisgau von 786 bis 809,
- im Thurgau vom 787 bis 799,
- im Hegau 787 bis 800,
- im Zürichgau 798 (eine Urkunde),
- in der Grafschaft am Nordufer des Bodensees 800 bis 805 (817) (?).[1]

Udalrich I. tritt erstmals im Jahr 778 auf.

## Überlieferung
Verwaltungsämter im Linzgau, Argengau, Rheingau und Alpgau (Allgäu) übernahm er nach dem Tod seines Onkels Ruadpert, des Bruders seiner Mutter.
Ursprünglich gibt es auch zahlreiche Hinweise darauf, „daß die Grafen, die zumeist auch noch in anderen Landschaften belegt zu sein scheinen, offensichtlich nie in Folge dieselben Gebiete in ihrer Hand vereinigt haben.“
Verherrschaftlichung des Grafenamtes
„Udalrich (I), der zwischen 787 und ca. 799 im Thurgau, Alpgau und Breisgau sowie im Hegau amtiert zu haben scheint, ist vielleicht seit Beginn des 9. Jahrhunderts am Nordufer des Bodensees tätig [… Es] spricht vieles dafür, daß die Udalrichinger in der Zeit Karls des Großen bemüht waren, die Grafschaft im Thurgau wie die im Norden des Bodensees in ihrer Sippe erblich zu machen.“
Abt Notker I. von St. Gallen berichtet, dass er diese Häufung von Machtbefugnissen seinem Schwager Karl verdankte, aber auch, dass er nach dem Tod seiner Schwester Hildegard (783) von Karl dem Großen abgesetzt worden sei, das Gedenken an Hildegard den König jedoch veranlasst habe, den Schritt rückgängig zu machen: „Nach Notker hat Karl der Große Udalrich (I) zwar mit mehreren Comitaten ausgestattet, vorübergehend aber auch seiner Aufgaben entbunden.“ Inwieweit die Rekonstitution des Udalrichingers ging, lässt sich nicht bestimmen. Nach Mitterauer: „Udalrich konnte seine Macht im Thurgau nicht halten, nach seinem Tod verloren seine Nachkommen auch die Grafschaften im Schwarzwald, so dass sich der Herrschaftsbereich der Familie auf das Bodenseegebiet beschränkte.“
Borgolte schreibt: Es „läßt sich nicht ausschließen, daß der Wiederaufstieg der Udalrichinger [gemeint ist Udalrich IV.] in den Kontext von Maßnahmen Ludwigs des Deutschen gehört, durch die u. a. der Alpgau verwaltungsmäßig vom Breisgau getrennt, Ulm und Zürich als königliche Stützpunkte ausgebaut und Klöster wie St. Gallen, Rheinau und Buchau der ostfränkischen Herrschaft enger verpflichtet wurden.“

## Familie
Udalrichs Ehefrau ist unbekannt. Seine Kinder waren:
- Bebo, 803 bezeugt
- Gerold, 803 bezeugt
- Udalrich II., 800/803 bezeugt
- Radbert (800/803) bzw. Ruadbert; † wohl 817, 806/813–814 Graf, 806 Graf im Thurgau, 807/813–814 Graf am Nordufer des Bodensees, 807 Graf im Argengau, 813–814 Graf im Linzgau, bestattet wohl in Lindau
- ? Erih - Erchanger (Erchanmar).[6]), 816, 821 (ebenfalls Graf im Breisgau - 817, 819, 820, 828 und Graf in der Ortenau - 826 und im Elsass 819).[7] - (Möglicherweise auch der Sohn Udalrich II.)
- Wichard (Tochter)?